# Мрозек, Жак
Жак Мрозек (фр. Jacques Mrozek; 11 мая 1950 года, Париж, Франция) — фигурист из Франции, участник зимних Олимпийских игр 1968 и 1972 годов, чемпион Франции 1973 года в мужском одиночном катании.

## Мужчины
| Соревнования/Сезоны     | 1968 | 1969 | 1970 | 1971 | 1972 | 1973 |
| ----------------------- | ---- | ---- | ---- | ---- | ---- | ---- |
| Зимние Олимпийские игры | 20   |      |      |      | 14   |      |
| Чемпионаты мира         |      | 14   | 15   | 13   | 11   | 9    |
| Чемпионаты Европы       | 16   | 10   | 11   | 9    |      | 8    |
| Чемпионаты Франции      | 3    | 3    | 2    | 2    |      | 1    |